# Untel père et fils
Untel père et fils is een Franse oorlogsfilm uit 1943 onder regie van Julien Duvivier. Destijds werd de film uitgebracht onder de titel Onsterfelijk Frankrijk.

## Verhaal
De film volgt vier generaties van hetFranse patriciërsgeslacht Froment tussen 1871 en 1939. Gedurende die periode is hun vaderland verwikkeld in drie oorlogen met Duitsland.

## Rolverdeling
- Raimu: Jules Froment
- Michèle Morgan: Marie Froment-Léonard
- Louis Jouvet: Pierre Froment / Félix Froment
- Suzy Prim: Estelle Froment
- Renée Devillers: Gabrielle Froment
- Georges Biscot: Noblet
- Colette Darfeuil: Meisje in de Moulin Rouge
- Harry Krimer: Robert Léonard
- René Génin: Vader van Gabrielle
- Fernand Ledoux: Burgemeester
- Daniel Mendaille: Clémenceau
- Jean Mercanton: Alain Froment
- Lucien Nat: Bernard Froment
- René Bergeron: Sénéchal
- Colette Borelli: Estelle als kind